# Gut Groß-Engershausen

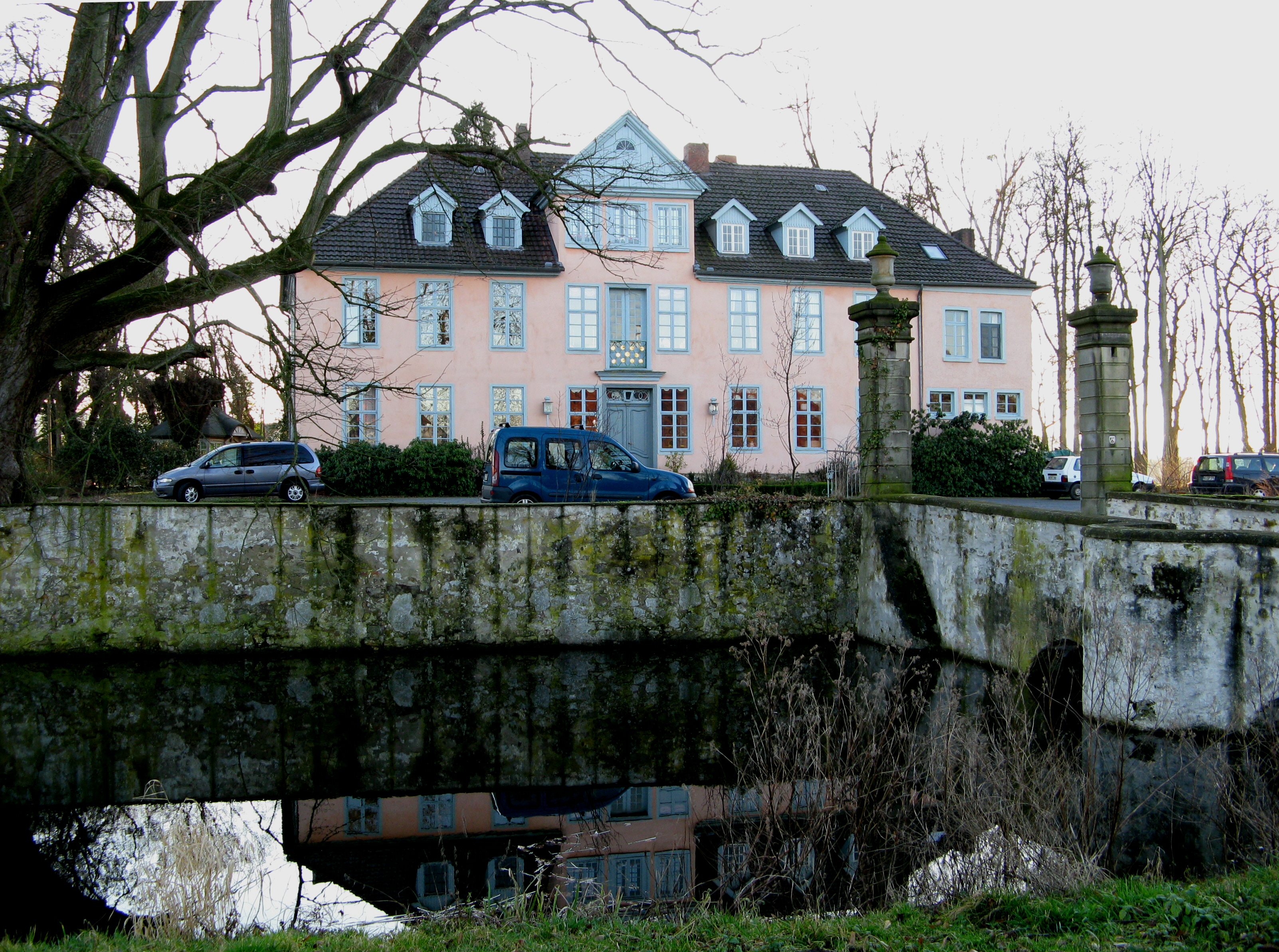
Herrenhaus Gut Engershausen

Das Gut Groß-Engershausen ist ein Herrenhaus im Ortsteil Engershausen der Stadt Preußisch Oldendorf im Kreis Minden-Lübbecke. Es befindet sich seit 1838 im Besitz der Familie von Spiegel und ist nicht öffentlich zugänglich. In der Nähe liegt Gut Klein-Engershausen.

## Lage
Das Gut liegt nördlich des Wiehengebirges und südlich des Mittellandkanals am Nordrand der Alsweder Niederung. 
In nordwestlicher Richtung liegt das Zentrum von Preußisch Oldendorf.

## Geschichte

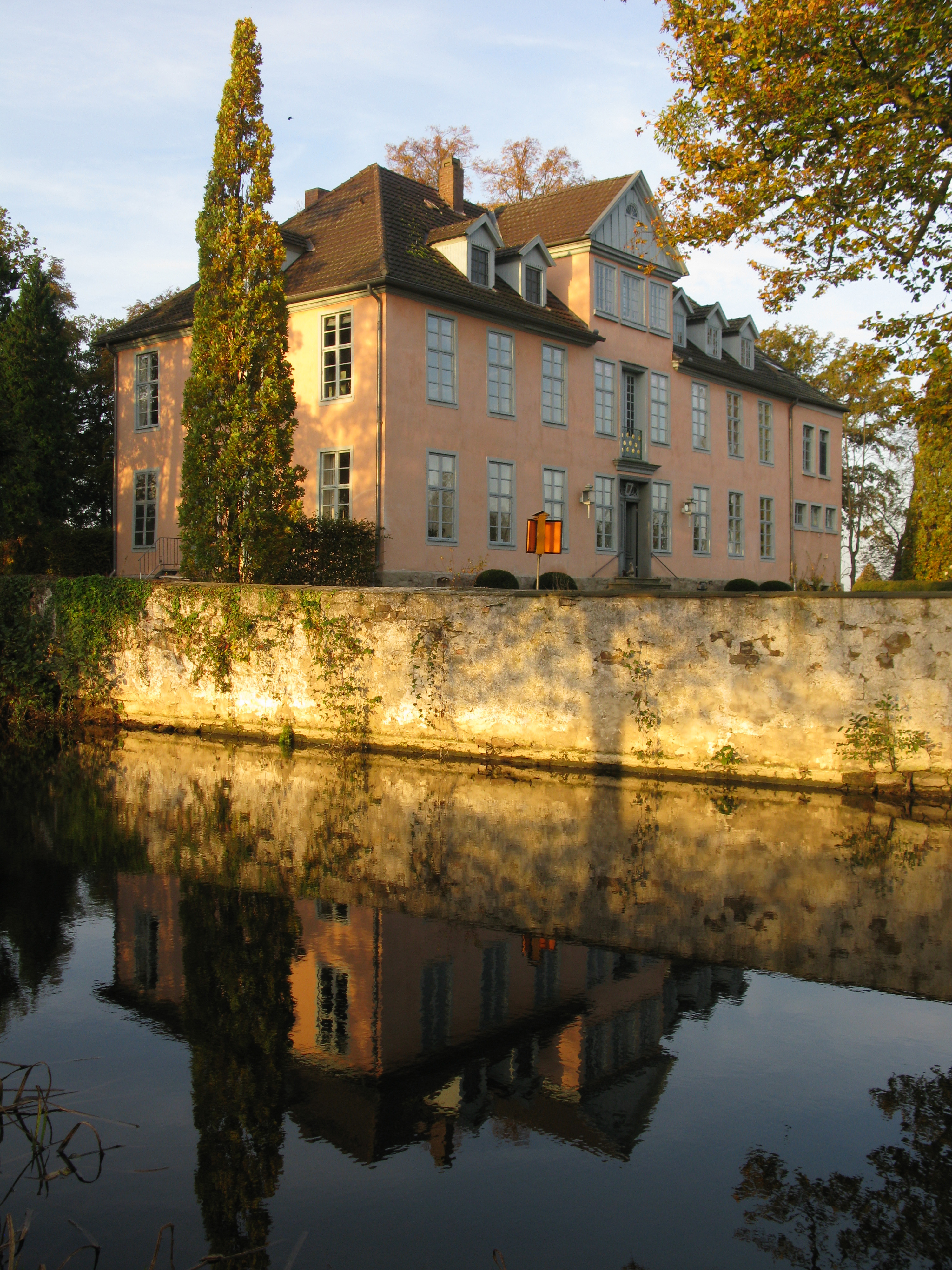
Herrenhaus

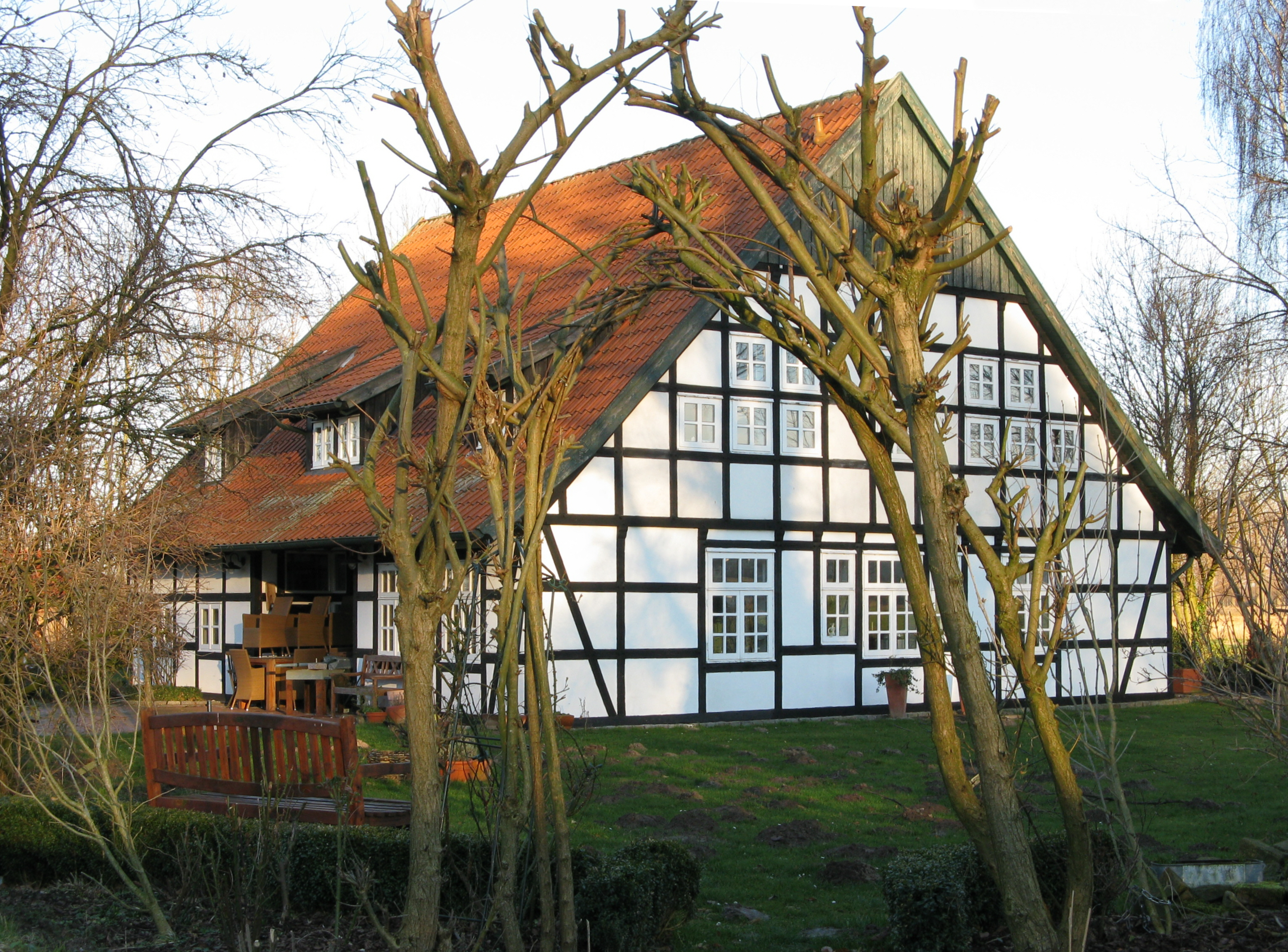
Kapellenhaus Gut Engershausen

In der Zeit zwischen 1491 und 1510 entstand das Rittergut Engershausen. Bauherr war der Amtmann des Amtes Limberg, Reinecke II. von Schloen, genannt Tribbe, der auch im Besitz des Gutes Figenburg war. Nachdem die Familie von Schloen 1671 ausgestorben war, wurde die hessische Familie von Berner Eigentümer. 1838 verkaufte die Familie von Berner das Gut an die Familie von Spiegel zu Desenberg-Rothenburg. Auf dem Wege der Erbfolge kam es dann an den Freiherren von Spiegel von und zu Peckelsheim zu Bielefeld Spiegelsberge.

## Gebäude und Park
Das Herrenhaus wurde um 1770 erbaut. Es handelt sich hierbei um einen verputzten Fachwerkbau mit einem Walmdach. Das Haus liegt auf einer circa 80 × 50 Meter großen Insel. Die Gräfte wird von einer steinernen Bogenbrücke überspannt.
Außerhalb der Gräfte liegen die Wirtschaftsgebäude, die auch heute noch genutzt werden. Nördlich des Herrenhauses befindet sich ein kleines Mausoleum.